# Fātima al-Fihrīya

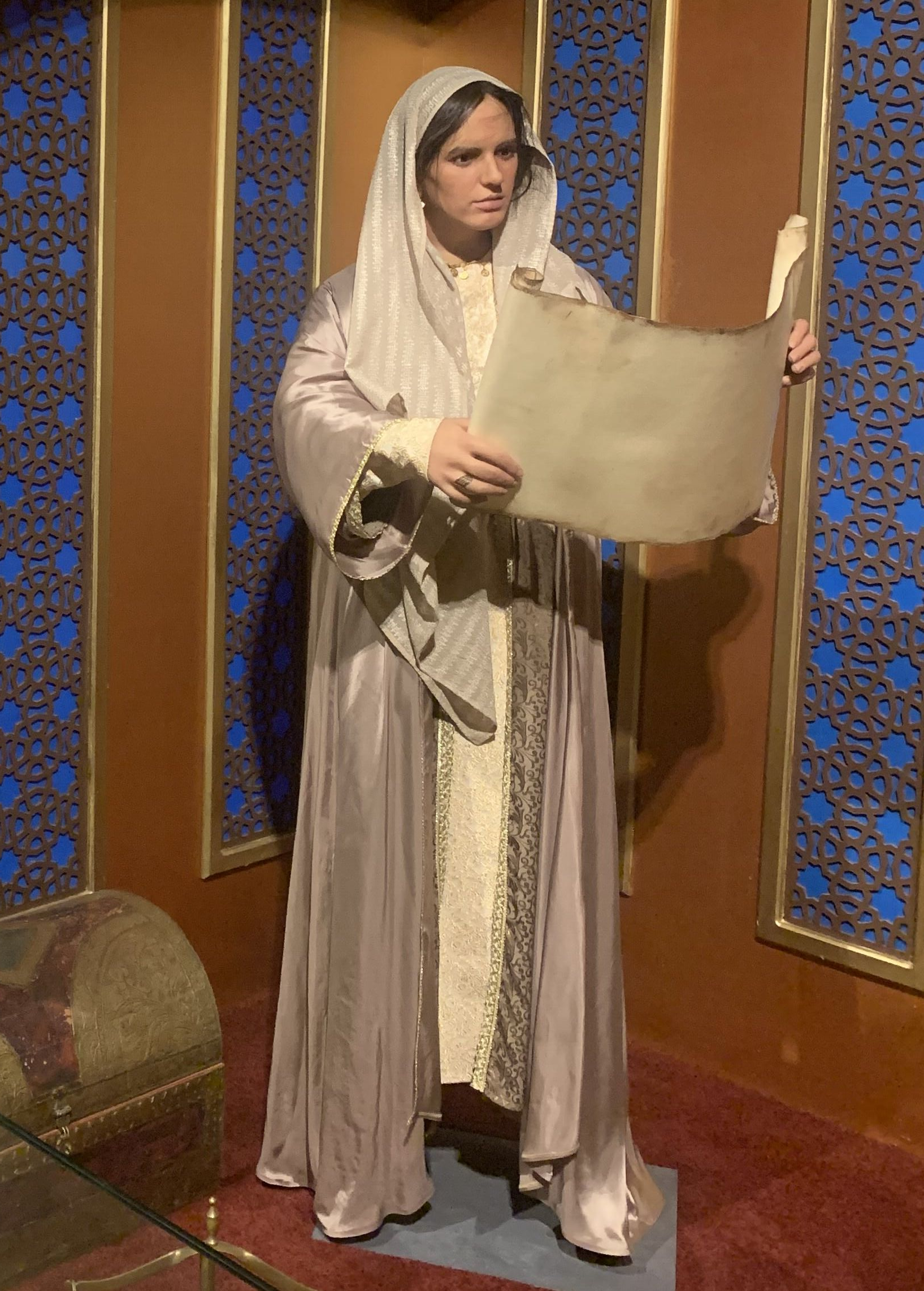
Statue von Fātima al-Fihrīya

Fāṭima al-Fihrīya (arabisch فاطمة بنت محمد الفهري, DMG Fāṭima bt. Muḥammad al-Fihrī; geboren um 800; gestorben um 880) war eine bedeutsame arabische Frau, die einen bedeutenden Beitrag zur islamischen Bildung leistete. Sie wuchs in einer wohlhabenden Familie auf; ihr Vater, Muhammad ibn Abdullah, war ein erfolgreicher Kaufmann. In jungen Jahren zog Fātima zusammen mit ihrer Schwester und ihrem Vater nach Fès, Marokko, wo sie nach dem Tod ihres Vaters eine beträchtliche Erbschaft erhielt.
Anstatt das geerbte Vermögen für persönliche Zwecke zu nutzen, beschloss Fātima, ihre Mittel in den Bau einer Moschee und einer Bildungseinrichtung zu investieren, die später als Universität al-Qarawīyīn bekannt wurde. Diese Institution wurde 859 gegründet und gilt laut UNESCO und dem Guinness-Buch der Rekorde als die älteste kontinuierlich betriebene Universität der Welt. Die Universität al-Qarawīyīn spielte eine zentrale Rolle in der Verbreitung islamischen Wissens und zog Studenten aus der ganzen Welt an.
Die Universität al-Qarawīyīn bot eine breite Palette von Studienfächern an, darunter islamische Studien, Astronomie und Philosophie. Berühmte Persönlichkeiten wie der Historiker Ibn Khaldun und der Philosoph Averroes (Ibn Rushd) gehörten zu ihren Absolventen. Auch der spätere Papst Silvester II. studierte dort und trug dazu bei, die arabischen Ziffern nach Europa zu bringen.